# Inês da Germânia
Inês da Germânia, também conhecida como Inês de Waiblingen (em alemão:  Agnes; c. 1072 ou 1073 – 24 de setembro de 1143) foi duquesa da Suábia pelo seu primeiro casamento com Frederico I, e, após sua morte, foi marquesa da Áustria como esposa de Leopoldo III. Ela era a avó paterna de Frederico I do Sacro Império Romano-Germânico.

## Família
Inês era a segunda filha e terceira criança nascida de Henrique IV do Sacro Império Romano-Germânico, da Dinastia saliana, e de sua primeira esposa, Berta de Saboia. Ela recebeu seu nome em homenagem à avó paterna
Os seus avós paternos eram Henrique III do Sacro Império Romano-Germânico e Inês da Aquitânia. Os seus avós maternos eram Otão I de Saboia e Adelaide de Susa.
Ela teve dois irmãos mais velhos, Adelaide e Henrique, que morreram na infância, e três irmãos mais novos: Conrado II da Itália, rei como sucessor do pai e marido da princesa Constança da Sicília; Matilde, que foi alvo da paixão do rei Magno III da Noruega, segundo a saga Morkinskinna, sendo que o rei trocou mensagens com o pai dela, e Henrique V, sucessor do pai, marido da princesa Matilde de Inglaterra, e responsável pelo encerramento da Questão das Investiduras, através da Concordata de Worms.

## Biografia

### Primeiro casamento

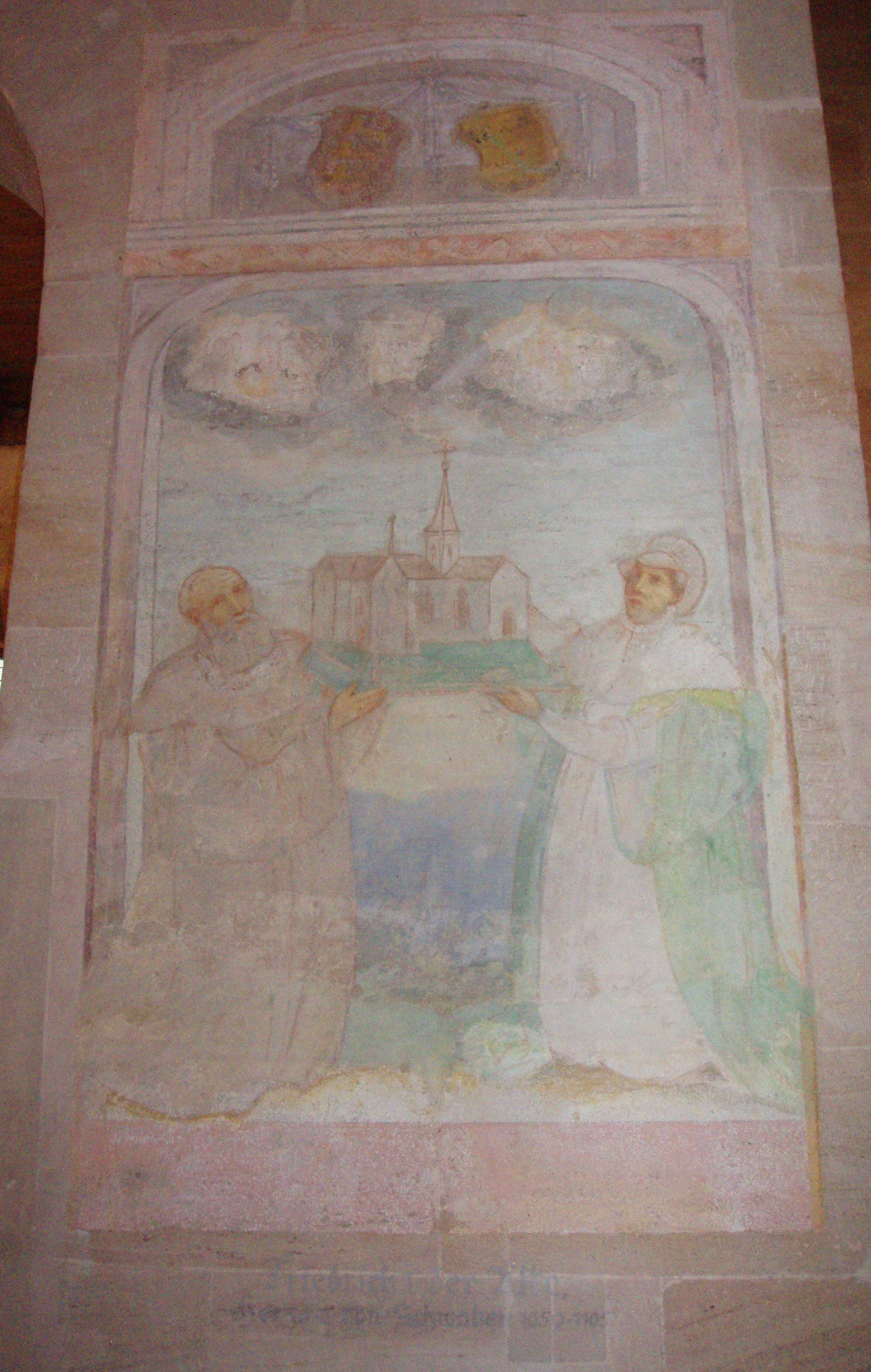
Afresco de 1530 que representa Inês e Frederico como fundadores da Abadia de Lorch.

Em 24 de março de 1079, na cidade de Ratisbona, a princesa ficou noiva de Frederico, filho de Frederico de Buren e de Hildegarda de Schlettstadt. Eles se casaram em 1089, quando Inês tinha 16 ou 17 anos, e Frederico, 38 ou 39. Devido a união, o imperador, pai da noiva, investiu o novo genro com o título de duque da Suábia.
Anos antes da união, Frederico construiu o Castelo de Hohenstaufen na colina de mesmo nome, hoje em Baden-Württemberg, por volta de 1070. Após isso, a família Buren adotou Hohenstaufen como sobrenome da nova disnatia, que mais tarde baseou sua reivindicação à coroa real alemã em sua descendência da dinastia saliana.
Inês e Frederico fundaram a Abadia de Lorch, parte da Ordem de São Bento, por volta de 1102.

### Segundo casamento
Inês ficou viúva em 1105. Em 1106, a duquesa viúva se casou então com o marquês da Áustria, Leopoldo III, filho de Leopoldo II, marquês de Áustria e de Ida de Cham. Henrique V havia oferecido a mão da irmã em casamento a Leopoldo, para recompensá-lo por sua lealdade, pois o marquês tinha se aliado ao Papado contra o imperador Henrique IV, pai de Henrique V, que, por sua vez, também tinha apoiado o Papa contra o próprio pai, durante o período da Questão das Investiduras.

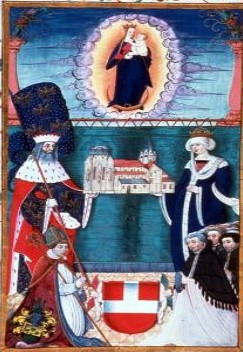
Leopoldo e Inês pintados por autor desconhecido.

É possível que Leopoldo tenha sido casado antes, com uma mulher de nome desconhecido, filha de Walchun de Perg, segundo alega a obra Europäische Stammtafeln, de 1935; contudo, não há fontes primárias que confirmem este casamento.

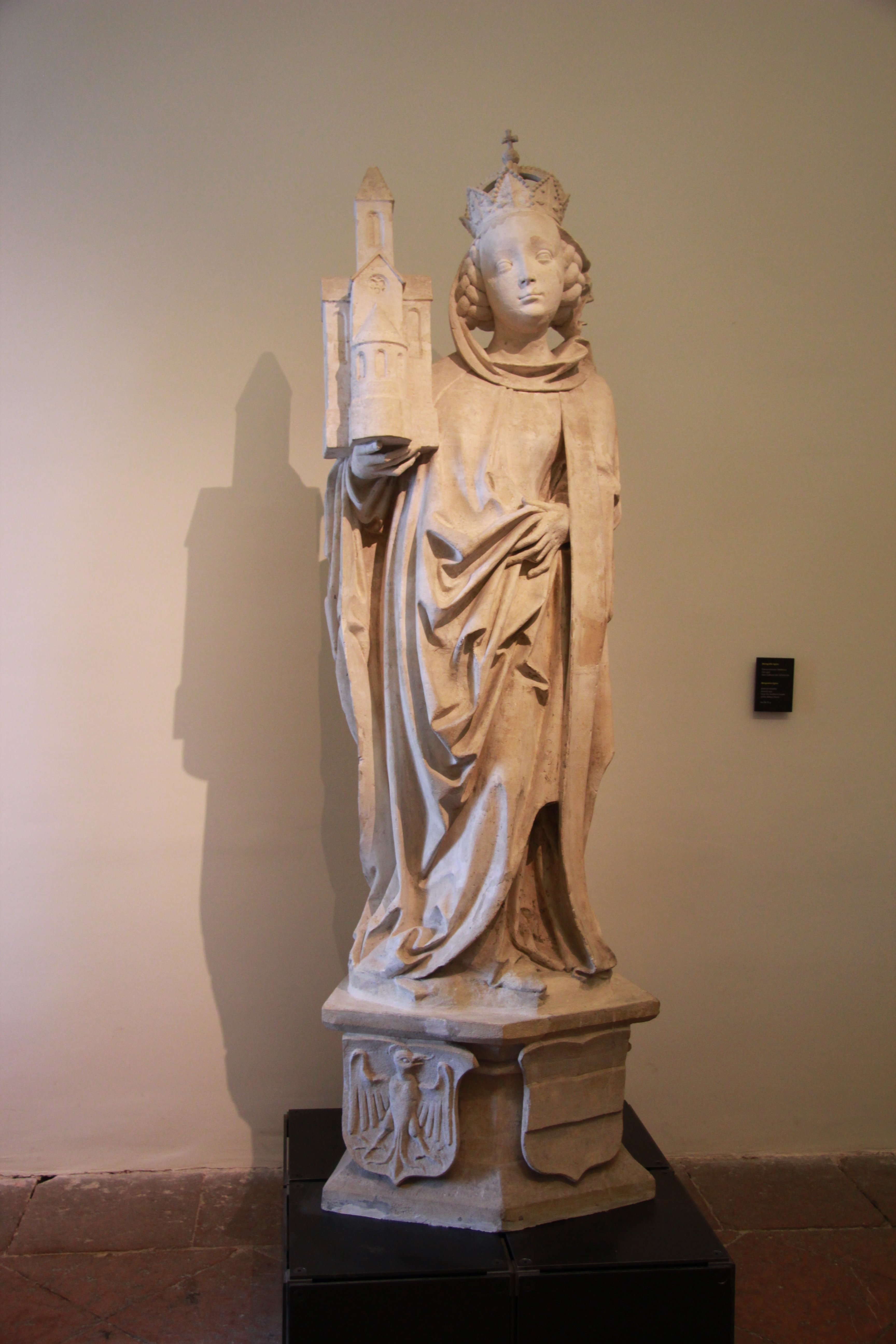
Estátua da marquesa na Abadia de Klosterneuburg, por artista desconhecido.

Com essa união, a posição de Leopoldo foi elevada, o que também lhe trouxe um grande dote de posses. Após o casamento, Leopoldo deu início a seus planos de construir um castelo em Leopoldsburg, que seria a sua nova residência. Ele nomeou o novo castelo de Niwenburc. Segundo uma lenda, o marquês e a marquesa estavam de pé na sacada do novo castelo, quando o véu de Inês foi soprado pra longe, por uma forte rajada de vento. Apesar de buscas pelo véu na área, ele não foi encontrado. Anos mais tarde, Leopoldo estava caçando, quando um brilho vindo da folhagem de um arbusto, chamou a sua atenção. Lá estava o véu, intacto, enroscado nas folhas. A partir da luz vinda do véu, surgiu a imagem da Virgem Maria, quem direcionou o marquês a construir uma igreja e mosteiro em sua honra naquele local. Ali, então, foi fundada a Abadia de Klosterneuburg, na Áustria.

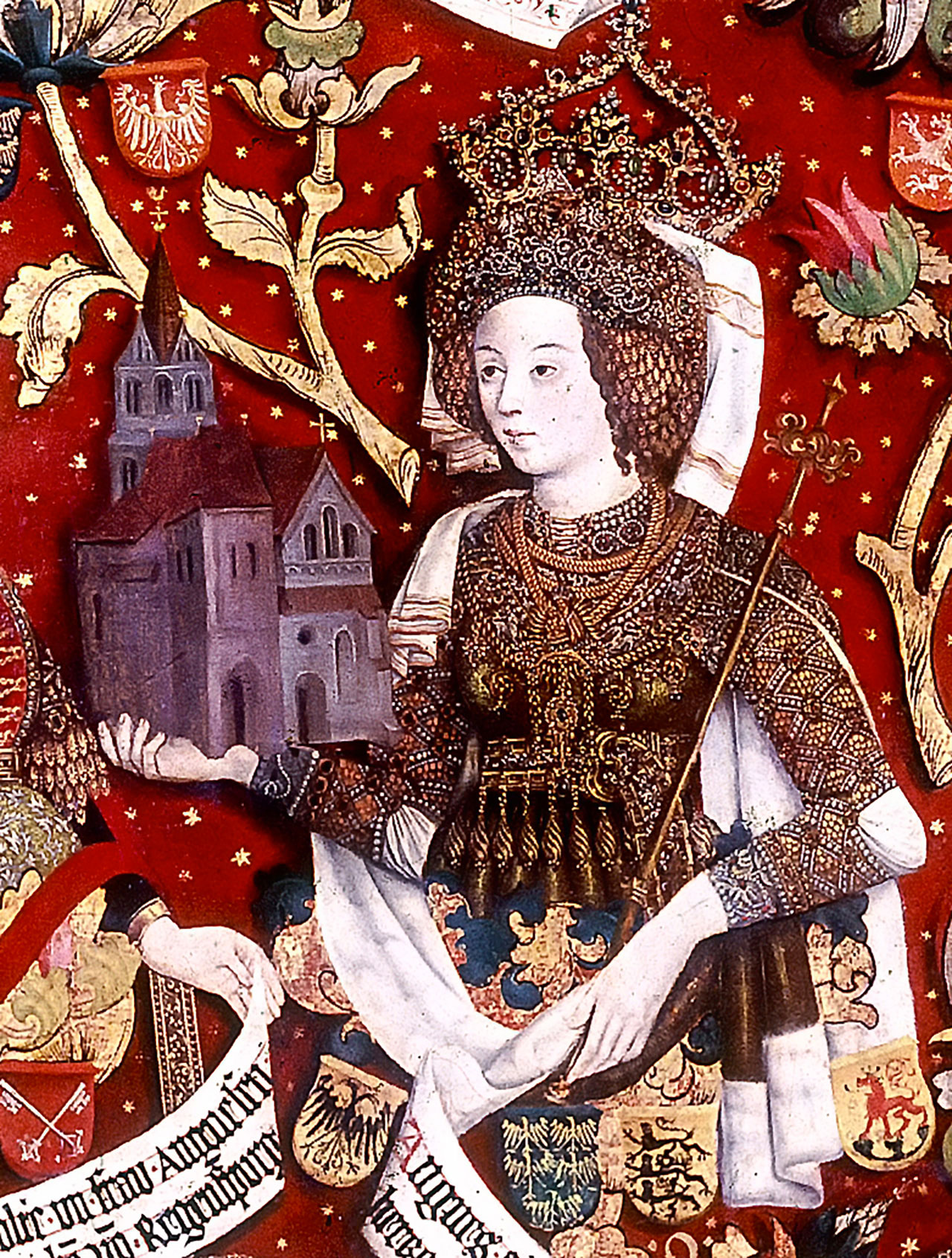
Pintura de Inês, datando de 1489 a 1492, na árvore genealógica da Casa de Babemberga.

Inês e Leopoldo tiveram doze filhos. Por muito tempo, não se sabia ao certo se o primeiro filho de Leopoldo, Adalberto, era filho da suposta primeira esposa dele ou de Inês, principalmente pelo fato de que, mesmo sendo o filho mais velho, ele foi preterido em favor do irmão mais novo, Leopoldo, como sucessor do pai. Foi apenas em 2013 que documentação relacionada a testagem de DNA dos restos mortais da família, enterrada em Klonsterneuburg e em Heiligenkreuz, fortemente sugeriu que Adalberto era, de fato, filho de Inês.
Em 1125, o irmão da marquesa, o imperador Henrique V faleceu, sem filhos, e com isso, Inês e seus filhos passaram a ter posse das propriedades da Dinastia saliana, incluindo Waiblingen. 
A marquesa ficou viúva em 1136, mas não se casou novamente. Leopoldo foi canonizado pela Igreja Católica em 1485, e se tornou o padroeiro da Áustria.
O Papa Inocêncio II aconselha a marquesa viúva numa carta de consolação, datada de 8 de janeiro de 1137. Nela, ele fala de paz e harmonia, que os filhos reverenciem a mãe, e que a mãe ame os filhos, e também informa Inês, que irá, "de acordo com o pedido dela", falar com o imperador Lotário III, que ele lhes concederá o seu direito.
Pouco tempo dois, provavelmente na primavera de 1137, acontece uma grande reunião de príncipes em Tulln, sob a liderança da marquesa viúva, para a reconciliação dos dois irmãos, Leopoldo e Adalberto, estando Ernesto, outro irmão, também presente. Já Henrique, mais um dos irmãos, estava ausente. Quem saí vitorioso é Leopoldo, que se tornou marquês em 1136.
Inês faleceu em 24 de setembro de 1143, quando tinha 70 ou 71 anos de idade, em Klosterneuburg, tendo sido sepultada na Abadia ali fundada pelo marido, onde ele também foi enterrado anos atrás.

## Descendência

### Primeiro casamento
Originalmente, sabia-se que o casal teve cinco filhos, dois meninos e três meninas, porém, em 1977, o historiador e genealogista alemão, Hansmartin Decker-Hauff, revelou a existência de vários outros filhos que ele disse ter encontrado em documentos da Abadia de Lorch, o mosteiro da dinastia de Hohenstaufen. Mais tarde, foi exposto que essas alegações eram falsas.
- Eilica (m. após 1110), esposa de Frederico de Pettendorf, com quem teve dois filhos;
- Berta, esposa de Adalberto, conde de Elchingen, com quem teve uma filha, Lugarda, esposa de Conrado I de Wettin, marquês da Mísnia;
- Frederico II da Suábia (1090 – 6 de abril de 1147), sucessor do pai. Foi primeiro casado com Judite de Guelfo, com quem teve dois filhos, e depois de sua morte, se casou com Inês de Saarbrücken, com quem teve três filhos. Era pai de Frederico I do Sacro Império Romano-Germânico, também conhecido como Frederico Barbarossa;
- Hildegarda, cuja existência é duvidosa;
- Conrado III da Germânia (1093 – 15 de fevereiro de 1152), eleito rei em 1138. Participou da Segunda Cruzada, ao lado do rei Luís VII de França. Com a primeira esposa, Gertrudes de Comburgo, teve três filhos, e com a segunda, Gertrudes de Sulzbach, teve dois;
- Gisela, cuja existência é duvidosa;
- Henrique, cuja existência é duvidosa;
- Beatriz, cuja existência é duvidosa, que teria fundado o convento de Michelstein, em 1146;
- Cunegunda, cuja existência é duvidosa, que teria se casado com um duque chamado Henrique;
- Sofia, cuja existência é duvidosa, que teria se casado com um conde chamado Adalberto;
- Gertrudes (m. após 1182), esposa de Hermano, conde de Stahleck, mas não teve filhos. Após a morte do marido, ela fundou o mosteiro de São Teodoro em Bamberga, em 1157, onde se tornou uma freira;
- Riquilda (n. 1100), foi a segunda esposa de Hugo, conde de Roucy, com quem teve sete filhos.

### Segundo casamento
Segunda a obra Continuatio Claustroneoburgensis, Leopoldo e Inês tiveram mais sete filhos, cujo nomes não são conhecidos, que morreram na infância. Considerando o número de filhos atribuído a Inês pelo seu primeiro casamento, esse número provavelmente é incorreto, pois, se for verdade, ela teria tido quase 30 filhos ao todo.
- Adalberto (1107 – 8 ou 9 de novembro de 1138), cuja primeira esposa foi Adelaide, e a segunda foi Edviges da Hungria, filho do príncipe Almos da Hungria. Não teve descendentes;
- Leopoldo I da Baviera (m. 18 de outubro de 1141), também chamado de Leopoldo IV da Áustria como sucessor do pai, e, investido pelo meio-irmão, o rei Conrado III, como duque da Baviera, em 1139, após ele tirar o título de Henrique X, da Casa de Guelfo. Ele foi casado com Maria da Boêmia, filha do duque Sobeslau I da Boémia, mas não teve filhos;
- Henrique II da Áustria (1107 – 13 de janeiro de 1177), sucessor do irmão mais velho. Sua primeira esposa foi Gertrudes de Suplingemburgo, com quem teve um filho, e, após sua morte, se casou com Teodora Comnena, sobrinha do imperador bizantino, Manuel I Comneno, com quem teve três filhos;
- Berta (m. 9 de abril de 1150), primeira esposa de Henrique III, burgrave de Ratisbona, com quem teve três filhos;
- Inês (1108/1113 – 24/25 de janeiro ou 26 de setembro de 1160/63), esposa de Vladislau II da Polónia, com quem teve cinco filhos;
- Otão de Freising (1112 – 22 de setembro de 1158), reitor da Abadia de Klosterneuburg, em 1126, e eleito bispo de Freising em 1138. Estudou na França com Hugo de São Vítor. Participou da Segunda Cruzada, em 1147, e também foi escritor teólogico;
- Conrado de Babemberga (1116 – 28 de setembro de 1168), cônego na Catedral de Colônia, em 1139, bispo de Passau de 1148 a 1164, e, a partir de 1164, arcebispo de Salzburgo e Primaz da Alemanha;
- Isabel (m. 20 de maio de 1143), primeira esposa de Hermano II, conde de Winzenburg. Não teve descendentes;
- Judite (m. após 1178), esposa do marquês Guilherme V de Monferrato, com quem teve nove filhos;
- Ernesto (1118 – 23 de janeiro de 1137), sabe-se que foi enterrado em Heiligenkreuz. Não parece ter se casado e nem tido filhos;
- Gertrudes (1120 – 4 de agosto de 1150), foi a primeira esposa do duque Ladislau II da Boémia, que tornou-se rei anos após a morte da esposa. Teve cinco filhos;
- Uta (22 de novembro, antes de 1170), segunda esposa de Leopoldo, conde de Plain, com quem teve cinco filhos;